# Fédération CGT des Personnels du Commerce, de la Distribution et des Services
La Fédération CGT des personnels du Commerce, de la Distribution et des Services (CGT Commerce) est une des fédérations professionnelles affiliée à la Confédération générale du travail. Elle se compose des syndicats de salariés du Commerce, de la Distribution, des Services, des Hôtels, Cafés, Restaurants et Services à la personne.
Cette Fédération CGT est née en avril 1973, à l'initiative de Julien Livi et Hélène Mabille, à Issy-les-Moulineaux (département des Hauts-de-Seine).
Aujourd’hui, elle représente plus de 45 000 syndiqués, répartis sur 80 branches, et plus de 100 conventions collectives encadrant les activités du commerce, des services, des hôtels cafés restaurants et du particulier employeur.

## La Fédération en quelques dates
1973 : au moment même où la fédération se constitue, des luttes sont en cours pour obtenir 1 100 francs par mois pour 174 heures.
Extrait de la lettre aux syndiqués de janvier 1973 : « Vous étiez pour les uns, membre d’un syndicat adhérant à la fédération de l’alimentation, pour les autres, à la fédération des employés. Mais tous et toutes, vous travaillez dans le commerce, la distribution, les hôtels, cafés, restaurants et tous les services. Tous et toutes, vous êtes au service direct ou indirect du consommateur. Notre objectif, en regroupant dans une seule fédération nationale l’ensemble des professions du commerce, de la distribution et des services, c’est de mieux coordonner et impulser les activités des syndicats, des personnels concernés et d’œuvrer toujours plus efficacement à la défense de leurs revendications et à la revalorisation de l’ensemble de ces professions. »
1974 : la CGT et la CFDT unies revendiquent 1 200 francs pour 40 heures par semaine et l’échelle mobile des salaires.
1979 : la bataille contre le travail du dimanche prend de l’ampleur.

## Principales branches couvertes
- Administrateur de biens immobiliers
- Agences de voyages
- Assistantes maternelles
- Cafeteria
- Casinos et jeux
- Restauration collective et rapide
- Chambre de commerce et d'industrie (CCI)
- Commerce alimentaire
- Commerce non alimentaire
- Concierges / Gardiens
- Grande distribution, entrepôts et logistique
- Hôtels, Cafés et Restaurants
- Moniteurs de plongée salariés
- Parcs de loisirs
- Particuliers employeurs
- Prévention et sécurité
- Tourisme social